# Philippe Seabra
André Philippe de Seabra, mais conhecido como Philippe Seabra (Washington DC, 4 de novembro de 1966) é um cantor, compositor, músico e produtor musical brasileiro.
É uma das figuras mais importantes na geração rock´n roll da Brasília dos anos 70 e 80. Compositor, vocalista e guitarrista da banda, entrou para a Plebe Rude como 2º integrante, o 1º foi o criador da banda Andre Mueller, baixista da banda.

## Biografia

### Infância e adolescência
Filho de um diplomata português naturalizado americano, chamado Alexandre José Jorge de Seabra, com uma paraense chamada Silvia Mara Brasil de Seabra, chegou à capital do Brasil aos 9 anos, em 1976, sem nunca ter falado a língua dos pais, só inglês. Chegando a Brasília, foi matriculado na Escola Americana, onde também estudavam os irmãos Afonso e Dinho Ouro Preto, e continuava a falar inglês a maior parte do tempo. Quando se mudou para o Lago Norte conheceu André, com quem fundaria a Plebe Rude, e era ali que andava a galera do Aborto Elétrico. Em torno dos 13 anos, teve o contato com o punk através desta turma.
Inspirado por Iko Ouro Preto, da Aborto Elétrico, começou a aprender violão em 1978 e montou sua primeira banda, Caos Construtivo, em 1980, com apenas 13 anos.

### Plebe Rude
Após abrir shows de bandas como Aborto Elétrico, Blitz 64 e Metralhaz, foi convidado, em 1981, para fundar a banda Plebe Rude, ao lado de André X.

### Pausa
Desanimado com as condições do país, em 1994, vai morar em Nova Iorque, onde ficou até 2000.

### Retomada na carreira musical
Em 2000 retorna ao Brasil e retoma as atividades de sua banda.
Como produtor musical, Seabra já produziu mais de 30 discos.
Recebeu o título de Comendador e Cidadão Honorário de Brasília.
Em 2021, é curador da "Rota Turística do Rock" em Brasília, cidade onde mora e é um dos grandes representantes musicais. Foram demarcados 40 pontos que marcam a histórico do rock brasiliense.

### Vida pessoal
É casado desde 2003 com a funcionária pública Fernanda Silva Rodrigues de Seabra, com quem têm um filho, Philippe.

### Entrevistas
Em 2006, Philippe Seabra discutiu a efervescência cultural em Brasília durante os anos de 1980 em uma entrevista fornecida ao Museu da Pessoa. Ele compartilhou experiências sobre a cena punk e rock na cidade, destacando a importância das bandas Legião Urbana, Plebe Rude e Capital Inicial. Philippe mencionou as dificuldades enfrentadas na época, incluindo a censura e a falta de acesso à cultura. Ele enfatizou a criatividade e a determinação da juventude brasiliense, que transformou a cidade árida em um ambiente propício para o surgimento de movimentos culturais marcantes. Philippe também refletiu sobre seu retorno a Brasília, destacando as mudanças e desafios enfrentados pela cidade ao longo dos anos. Esse ponto de vista sobre as dificuldades enfrentadas pode ser exemplificado por um comentário significativo sobre a música brasileira e a cidade de Brasília:
"Não tem nenhuma musiquinha engraçadinha, dessas três bandas, né, Plebe Rude, Legião Urbana e Capital. Não tem nada engraçado, é muito sério. Ser jovem numa cidade que não oferecia nada, é muito sério, né? É claro que ninguém está se comparando com Revolução Russa ou algo assim, pelo amor de deus, mas Brasília era extremamente árida em todos os sentidos'"— André Philippe de Seabra Entrevista concedida ao Museu da Pessoa